# Uromunna samariensis
Uromunna samariensis là một loài chân đều trong họ Munnidae. Loài này được Wolff & Brandt miêu tả khoa học năm 2000.